# 사이클로노네인
사이클로노네인(cyclononane) 또는 시클로노난은 C9H18의 화학식을 가져 분자에 탄소원자가 9개인 사이클로알케인이다.